# 帕科 (新墨西哥州)
帕科（英語：Paa-Ko）是位於美國新墨西哥州伯納利歐縣的普查規定居民點。

## 人口
根據2020年美國人口普查的數據，帕科的面積為15.03平方千米，皆為陸地。當地共有人口818人，而人口密度為每平方千米54.42人。